# Polyommatus apicatathetis
Polyommatus apicatathetis är en fjärilsart som beskrevs av Tutt 1910. Polyommatus apicatathetis ingår i släktet Polyommatus och familjen juvelvingar. Inga underarter finns listade i Catalogue of Life.